# Kanton Cuq-Toulza
Kanton Cuq-Toulza (francouzsky Canton de Cuq-Toulza) je francouzský kanton v departementu Tarn v regionu Midi-Pyrénées. Tvoří ho 11 obcí.

## Obce kantonu
- Aguts
- Algans
- Cambon-lès-Lavaur
- Cuq-Toulza
- Lacroisille
- Maurens-Scopont
- Montgey
- Mouzens
- Péchaudier
- Puéchoursi
- Roquevidal